# Mont-Saint-Guibert
Pour les articles homonymes, voir Guibert.
Mont-Saint-Guibert est une commune francophone de Belgique située en Région wallonne dans la province du Brabant wallon.
Le territoire de Mont-Saint-Guibert est arrosé par l'Orne, affluent de la Thyle.

## Géographie

### Sections de la commune
Depuis la fusion des communes de 1977, l'entité regroupe trois villages.
| # | Nom                | Superf. (km²) | Habitants (2020) | Habitants par km² | Code INS |
| - | ------------------ | ------------- | ---------------- | ----------------- | -------- |
| 1 | Mont-Saint-Guibert | 4,73          | 3.932            | 832               | 25068A   |
| 2 | Corbais            | 6,10          | 1.363            | 224               | 25068B   |
| 3 | Hévillers          | 7,90          | 2.600            | 329               | 25068C   |

### Communes limitrophes
|                     | Ottignies-Louvain-la-Neuve | Chaumont-Gistoux |
| Court-Saint-Étienne | Mont-Saint-Guibert         | Walhain          |
|                     | Chastre                    |                  |

## Démographie

### Démographie: Avant la fusion des communes
- Source: DGS recensements population

### Démographie: Commune fusionnée
En tenant compte des anciennes communes entraînées dans la fusion de communes de 1977, on peut dresser l'évolution suivante :
Les chiffres des années 1831 à 1970 tiennent compte des chiffres des anciennes communes fusionnées.
- Source: DGS , de 1831 à 1981=recensements population; à partir de 1990 = nombre d'habitants chaque 1 janvier[2]

## Héraldique
|  | La commune possède des armoiries qui lui ont été octroyées le 12 février 1952 et à nouveau le 12 février 1981. Ces armoiries sont celles de l'Abbaye de Gembloux à laquelle le village appartenait historiquement. Elles sont portées par Saint Guibert fondateur de cette abbaye vers 945. Blasonnement : De sinople à la fasce d'or accompagnée en chef à dextre d'une étoile à six rais du même, l'écu posé devant un Saint Guibert aureolé, vétu de l'habit de chaur de l'ordre de Saint Benoit tenant de la dextre un fouet aux quatre lanibres retombant en pal et de la senestre l'écu, posé sur une terrasse avec déposés sur celle-ci à senestre une épée placée en fasce la pointe à dextre avec les gantelets passés en sautoir, le tout d'or. Source du blasonnement : Heraldy of the World. |

## Politique et administration

### Conseil et collège communal 2024-2030
| Collège communal   |                     |                              |
| ------------------ | ------------------- | ---------------------------- |
| Bourgmestre        | Julien Breuer       | MR - MSG Co.Hé.sion          |
| 1er Échevine       | Marie-Céline Chenoy | Les Engagés - MSG Co.Hé.sion |
| 2e Échevine        | Sophie Dehaut       | Les Engagés - MSG Co.Hé.sion |
| 3e Échevin         | Bruno Ferrier       | MSG Co.Hé.sion               |
| 4e Échevine        | Viviane Mortier     | MSG Co.Hé.sion               |
| Présidente du CPAS | Nathalie Sannikoff  | MSG Co.Hé.sion               |

### Liste des bourgmestres depuis 1830
- Jean Moisse, de 1971 à 1997.
- Jean-François Breuer, de 1998 à 2011.

## Patrimoine et culture

### Patrimoine architectural et sites

#### Patrimoine immobilier
- Liste du patrimoine immobilier classé de Mont-Saint-Guibert
- Asbl "Corbais, toute une histoire" : association créée par plusieurs Corbaisiens en septembre 2011, une initiative qui doit son origine à l’organisation du « Beau Vélo de Ravel » en 2009 et à leur volonté de relever le pari d’un travail de mémoire.  L’objectif de l’association est ainsi de valoriser et de promouvoir le patrimoine culturel et historique du village de Corbais par tout moyen de communication écrit et audiovisuel. Aujourd’hui présidée par Jacques Vanderbist et comptant dans ses rangs plusieurs Corbaisiens, dont Paul Jadoul et Paul Felon, bien connus dans le village, l’association s’est montrée particulièrement active.  Elle a d’abord réalisé un formidable travail historique avec la publication d’un livre (324 pages et 500 illustrations) attrayant et passionnant sur Corbais, un ouvrage écrit par des gens qui sentent et vivent leur terroir. Son fil conducteur n’est pas une succession d’époques ou de décennies, mais bien un passage transversal dans le vingtième siècle corbaisien. Il se décline en thèmes divers comme le village et ses habitants, les loisirs, les festivités, la vie paroissiale, les guerres, les transports, les écoles, le sport, les fermes. Autant de clichés permettant au lecteur d’humer la vie de la cité.  En 2015, l’association corbaisienne a aussi posé des plaques dans différents sentiers du village.  Ce furent ensuite des plaques sur les chapelles et fermes reprenant une brève note historique de celles-ci, avant d’en placer des plaques de rue destinées aux artisans  Tous les deux ans, l’asbl réalise également un calendrier.  En 2015, 2017 et 2019, il présentait des illustrations de vues anciennes du village.  En 2021, ce furent des photos de sentiers et de ruelles.  Et en 2023, 17 vues aériennes des différentes parties du village.

#### Monuments civils
- Tour Griffon du Bois (Corbais)
- Château de Bierbais (Hévillers)
- Donjon de Bierbais (Hévillers)
- Perron est une réplique datant de 1947 (l'original ayant été détruit à la révolution française) reconstruit d'après un dessin de l'abbé Papin datant de 1527 et sorti de l'oubli en 1920 par le comte Goblet d'Alviella[4].
- Monument aux morts (Place communale)
- Buste d'Auguste Lannoye (anciennement rue des Vignes)

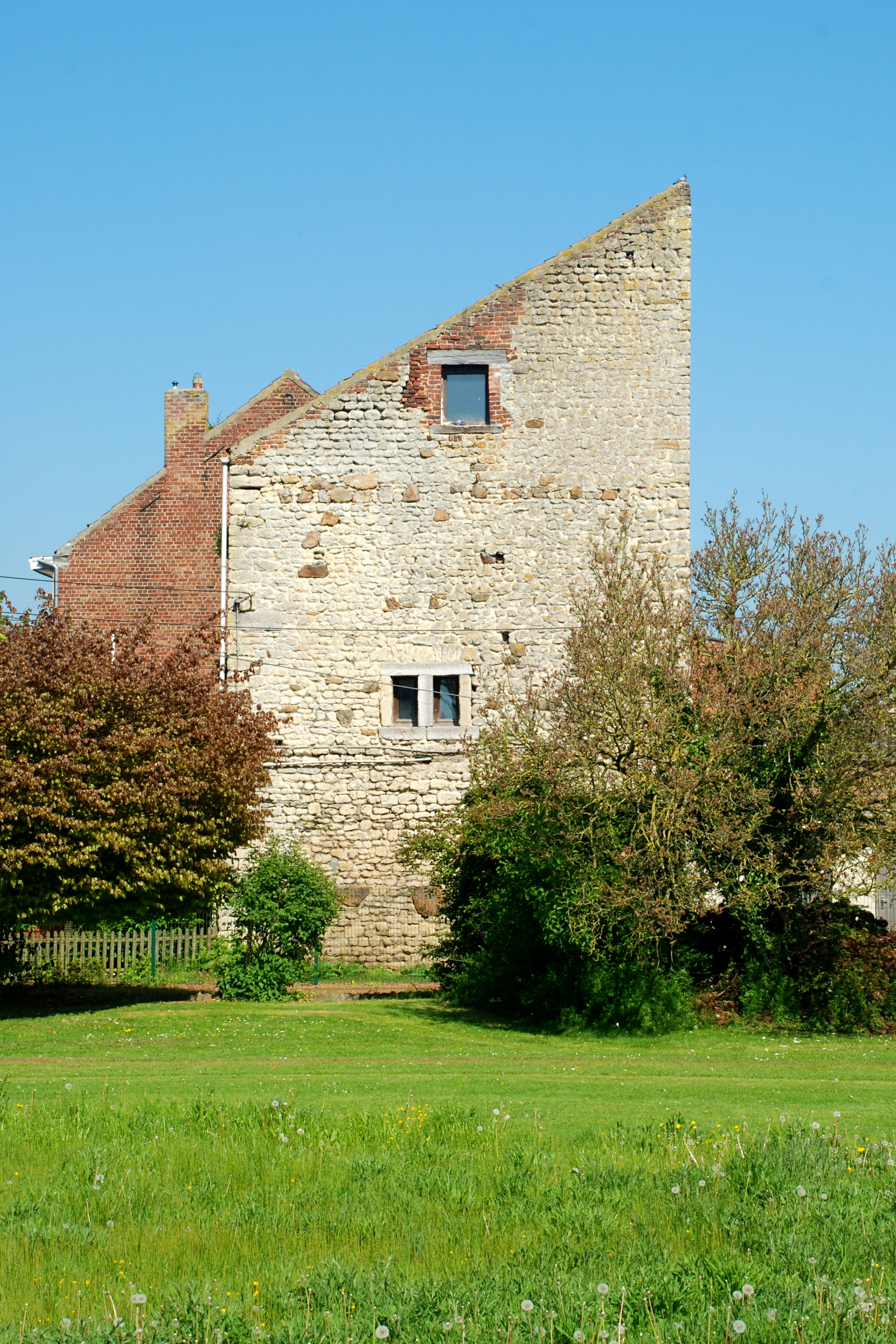
Tour Griffon du Bois.
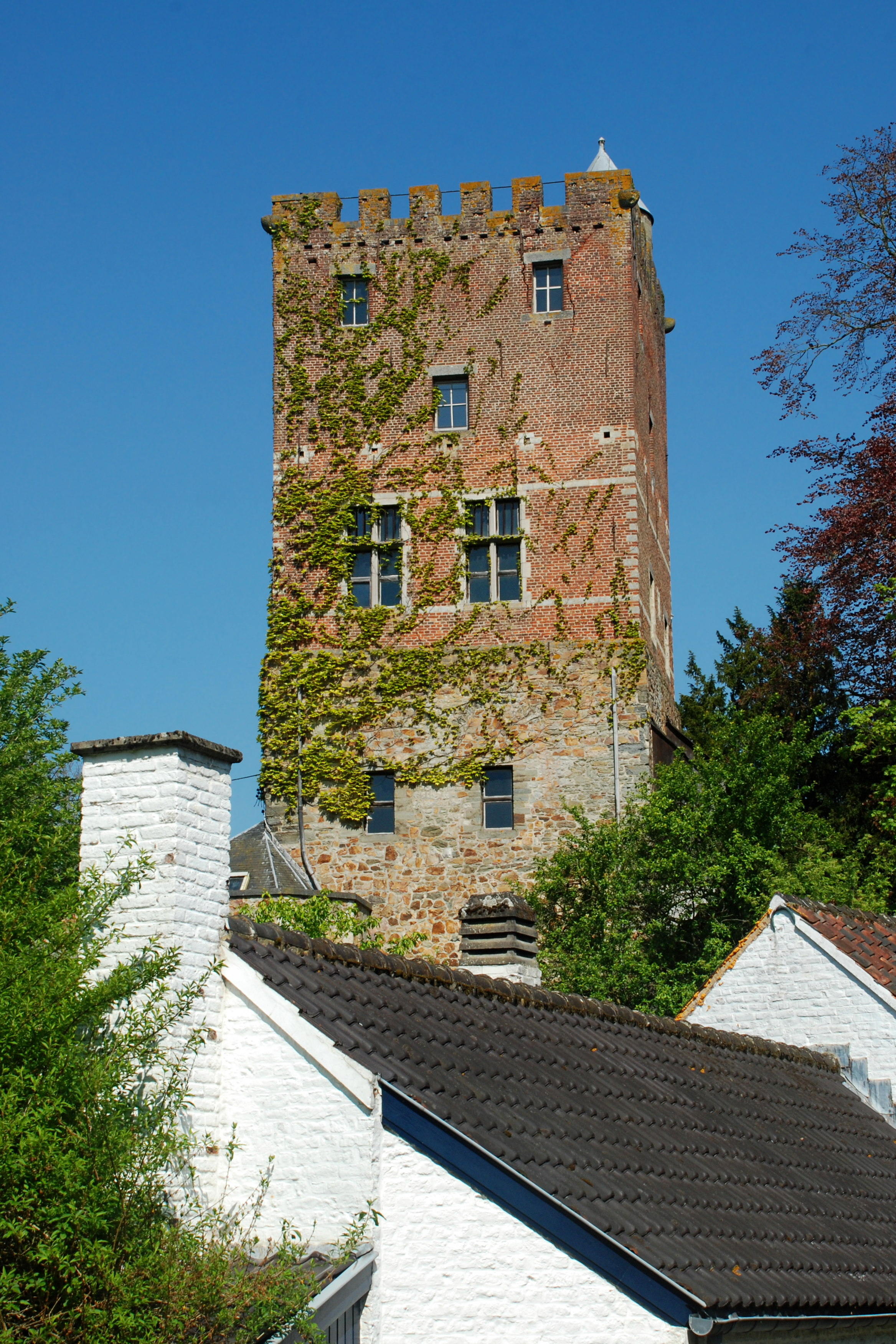
Donjon de Bierbais.
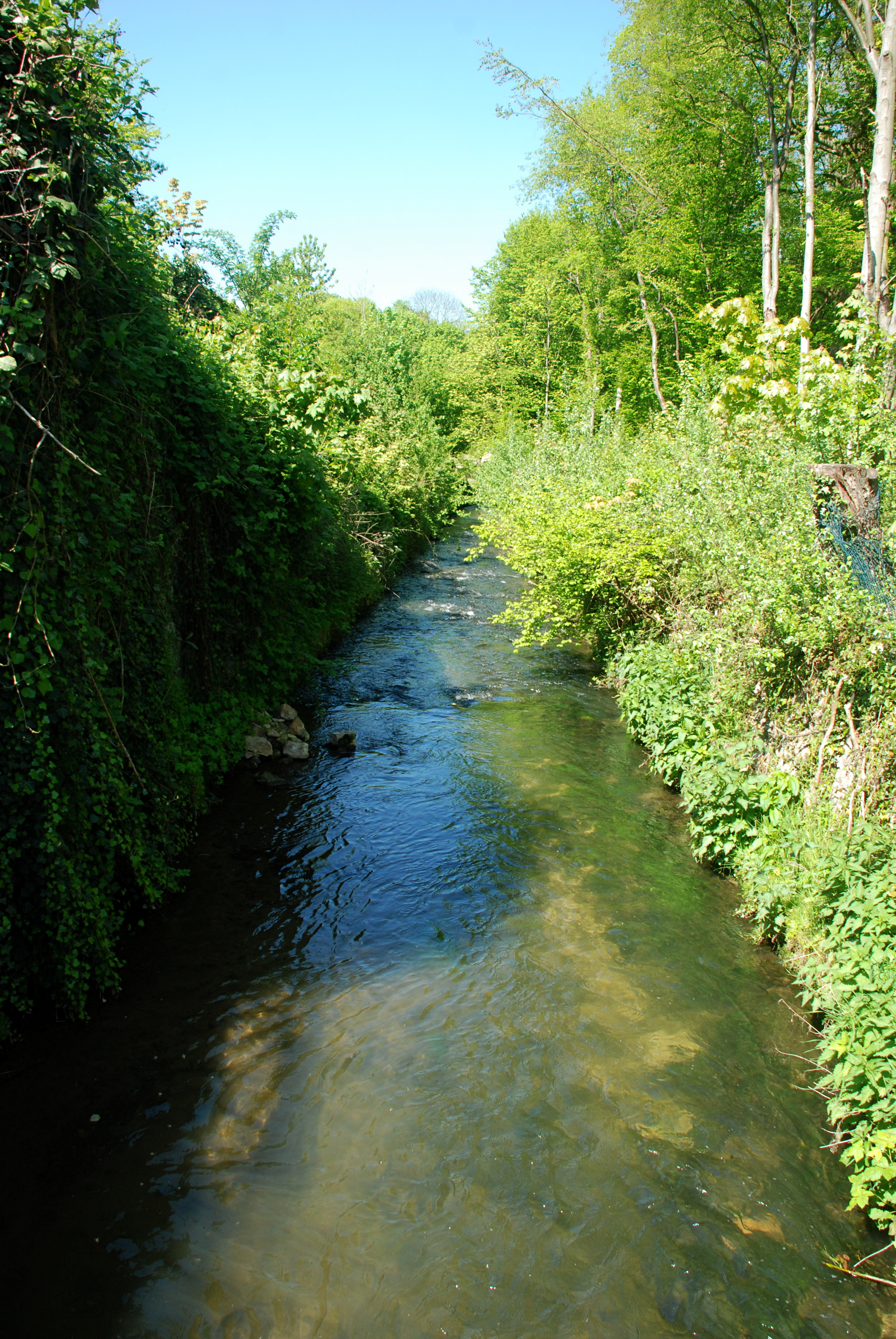
L'Orne à Bierbais.
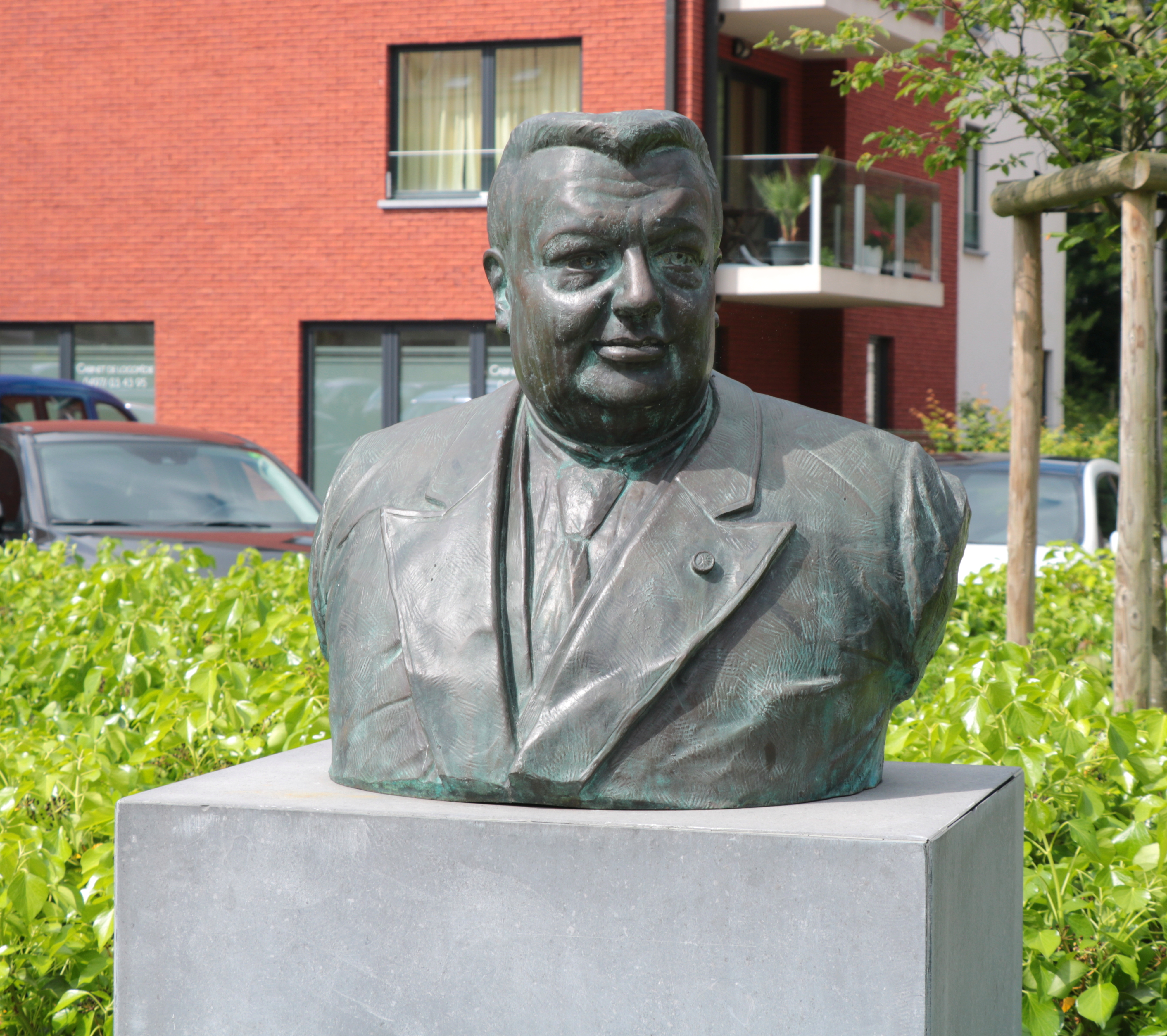
Buste d'Auguste Lannoye.

#### Monuments religieux
- Église Saint-Guibert de Mont-Saint-Guibert
- Église Saint-Pierre de Corbais
- Église Sainte-Gertrude de Hévillers
- Borne-chapelle à Notre-Dame de Lourdes (entrée du cimetière)

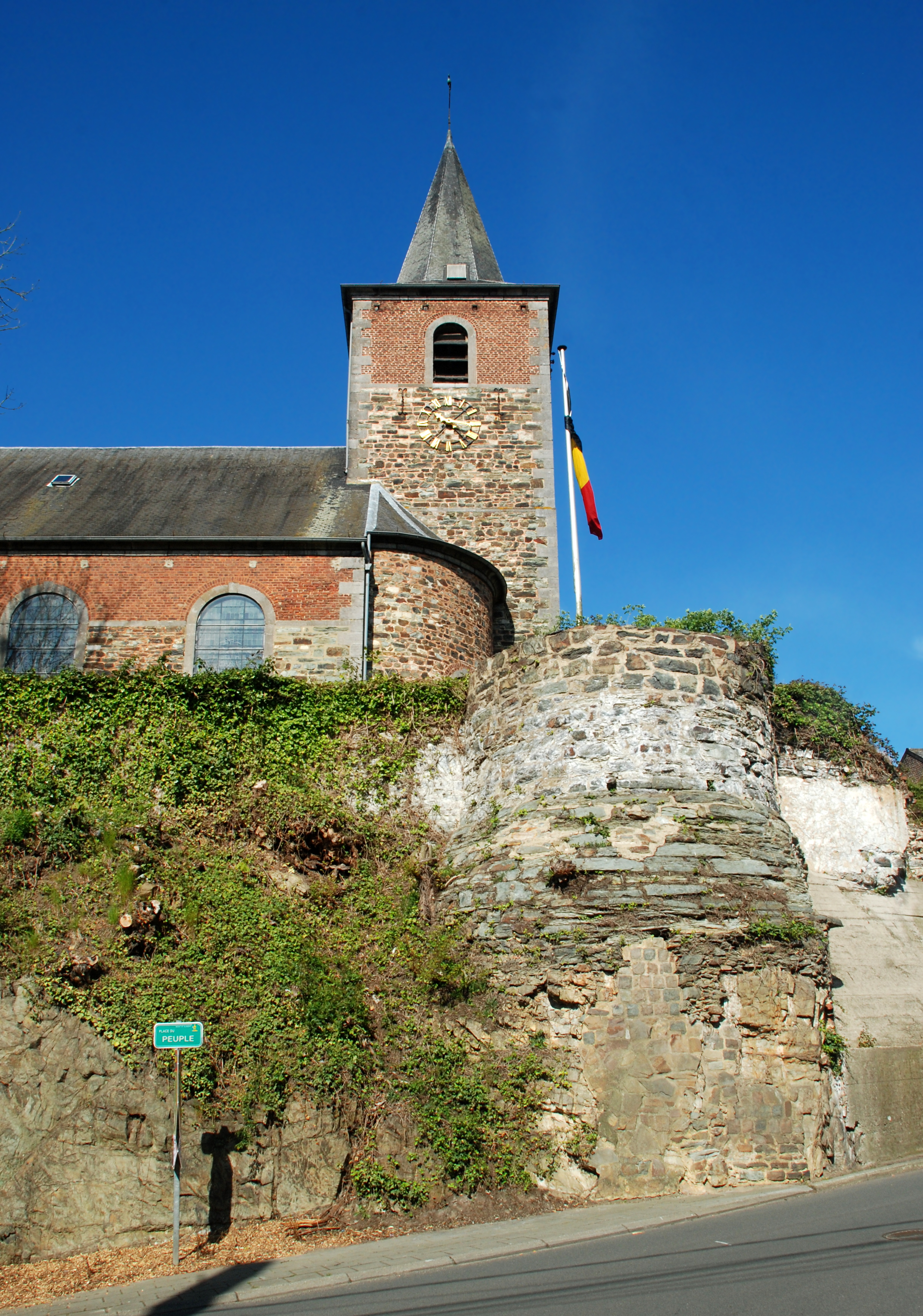
Église Saint-Guibert de Mont-Saint-Guibert.
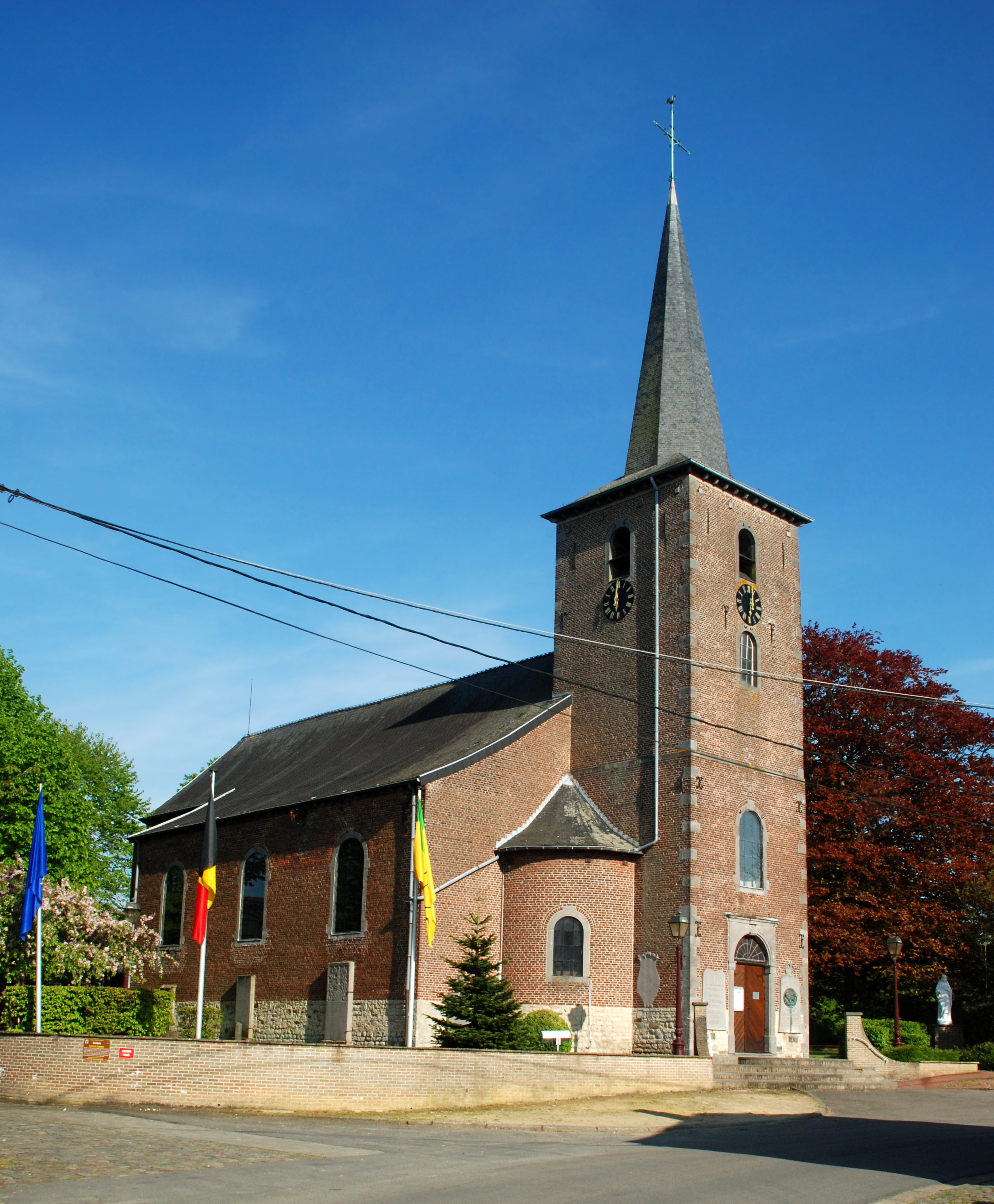
Église Saint-Pierre de Corbais.
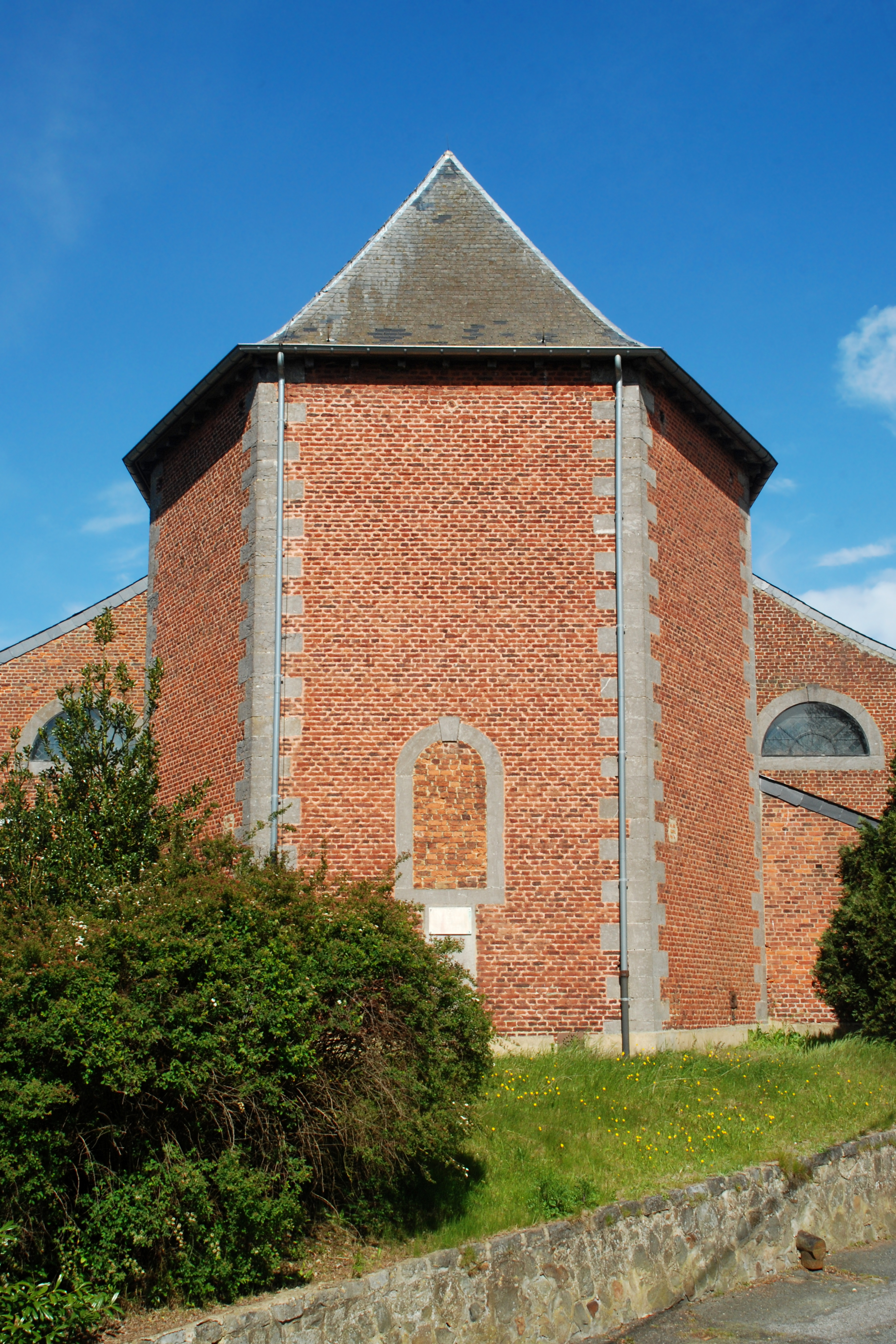
Église Sainte-Gertrude de Hévillers.
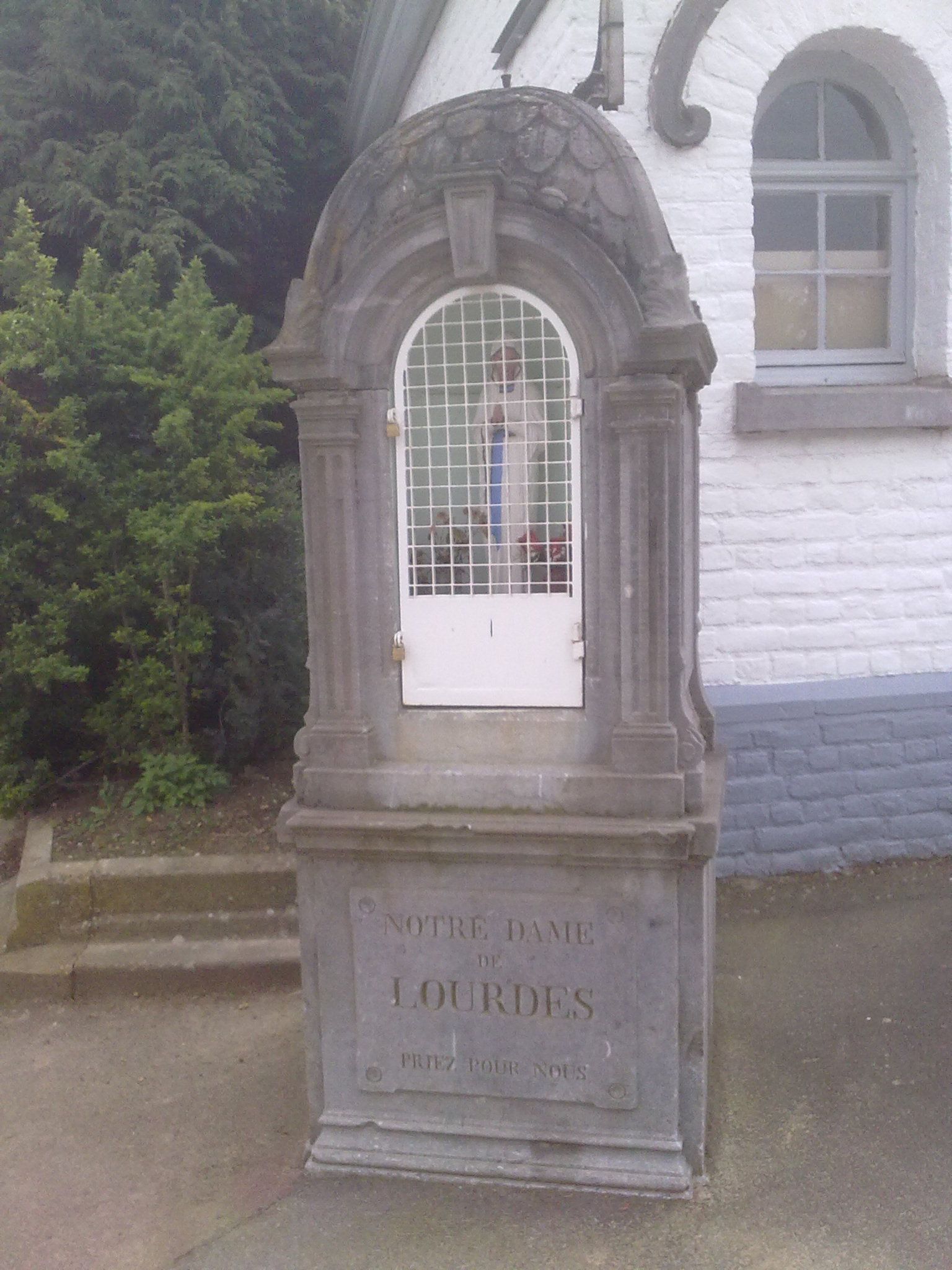
Chapelle ND de Lourdes.

#### Pèlerinage de Compostelle
Mont-Saint-Guibert est une étape wallonne sur la via Gallia Belgica du pèlerinage de Saint-Jacques-de-Compostelle, qui se prolonge par la via Turonensis en France. L'étape notable précédente est Jodoigne ; la suivante est Genappe.

### Culture

#### Événements
- No Man's World Festival (2015-Aujourd'hui)
- Sand Race (2015-Aujourd'hui) - course à obstacles dans la sablière de Mont-Saint-Guibert[6]
- Tournoi de beach volley dans l'Axisparc organisé par le club Guibertin (premier week-end de juillet)

## Galerie

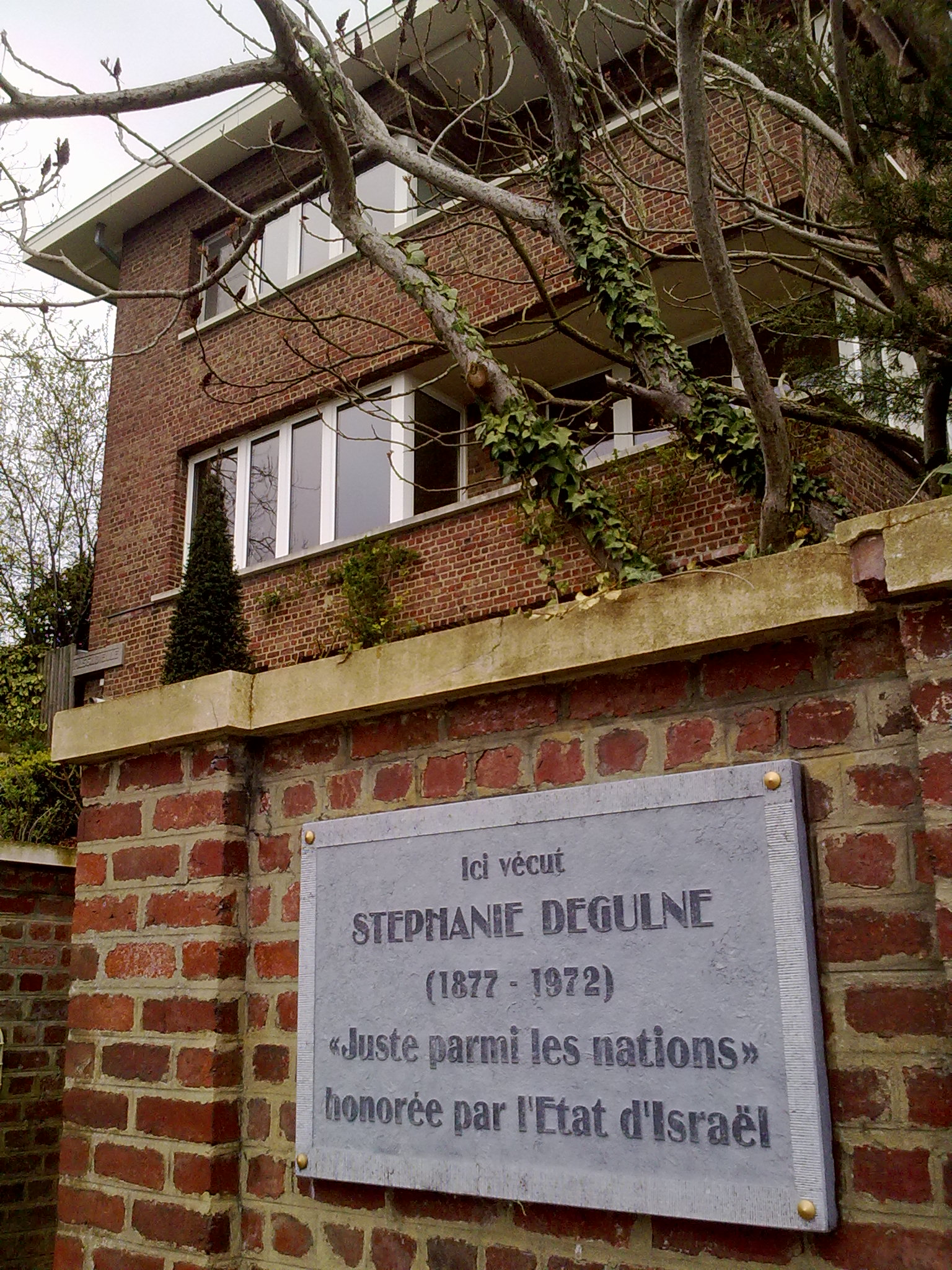
Hommage à Stéphanie Deglune.
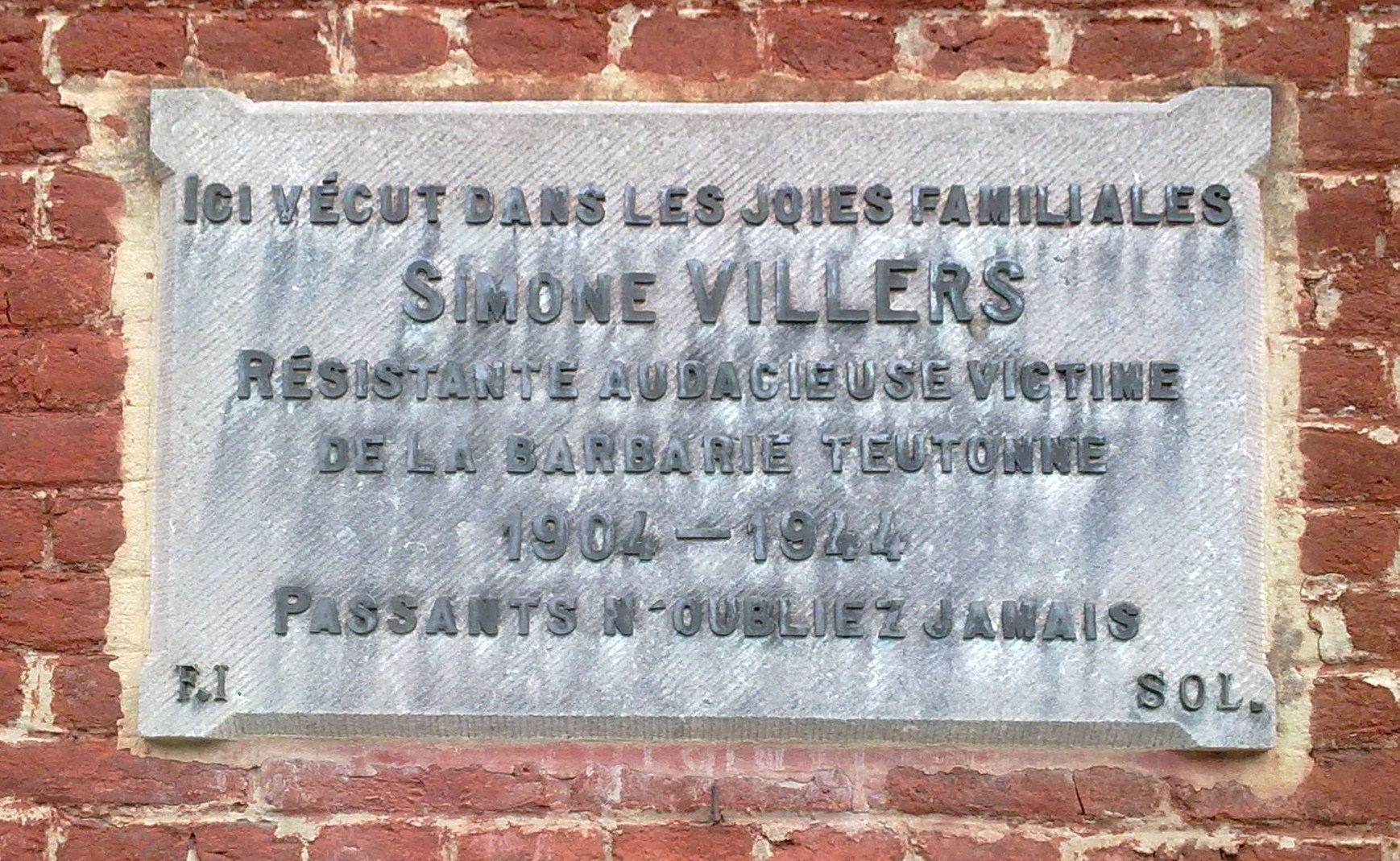
Hommage à Simone Villers.
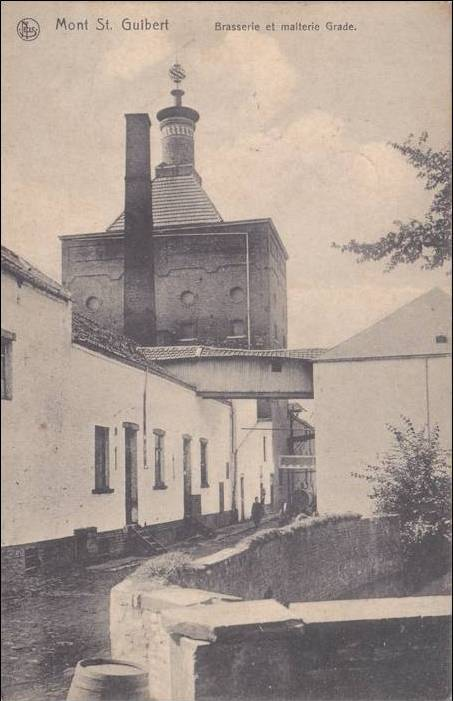
La Brasserie Grade à Mont St Guibert, début XXe siècle.
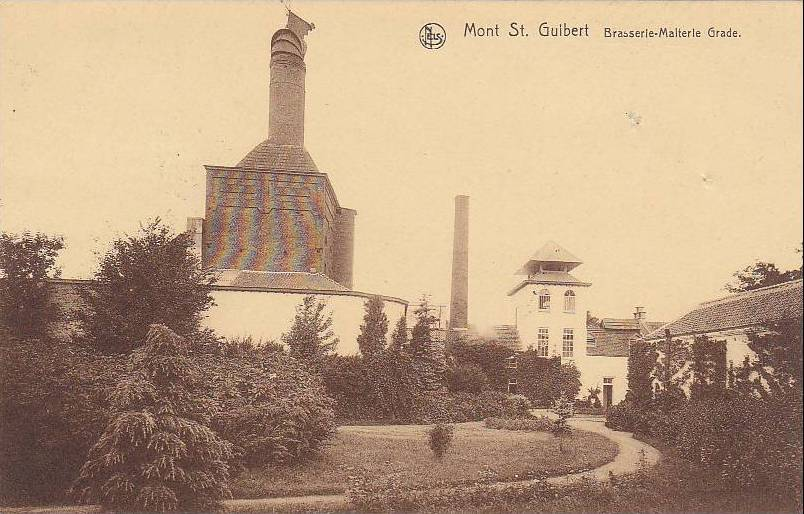
La brasserie Grade à Mont St Guibert.
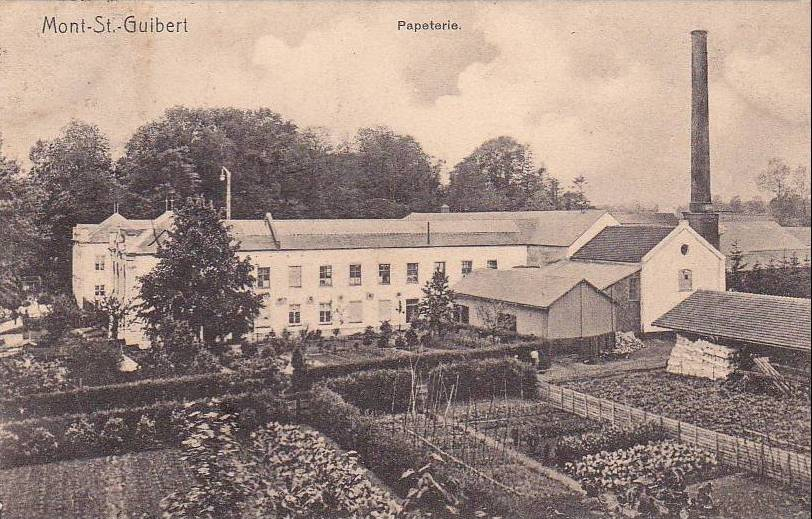
La papeterie de Mont St Guibert en 1907.

## Personnalités liées à la commune
- Pierre-Joseph Grade (1841-1902), fondateur vers 1865 de la brasserie Grade à Mont-Saint-Guibert.
- Auguste Lannoye (1874-1938), ingénieur civil, fondateur des papeteries de Mont-Saint-Guibert[7].
- Stéphanie Degulne (1877-1972), Juste parmi les Nations[8].
- Simone Villers (1904-1944), résistante victime du nazisme[9].
- Jean Moisse (1930-1997), bourgmestre de la commune de 1971 à 1997.
- Jean-François Breuer (1952-2011), bourgmestre de la commune de 1998 à 2011.
- Jo Grade (1926-2019), directeur de la Brasserie Grade à Mont-Saint-Guibert de 1950 à sa fermeture en 1996.
- Marc Ysaye (1954- ), batteur du groupe Machiavel et historien du rock-and-roll, habitant de Corbais.
- Henri Fischgrund, fondateur du parc d'affaires Axisparc.